# 山田直稔
山田 直稔（やまだ なおとし、1926年4月16日 - 2019年3月9日）は、日本の実業家。ワイヤーロープの販売を行う浪速商事株式会社の経営を行う傍ら、羽織、袴に金色の帽子、金色の扇子という格好でオリンピックや大相撲を観戦したことから「オリンピックおじさん」としても知られた。

## 経歴・人物
富山県東礪波郡井波町（現南砺市）出身。現在の富山県立富山工業高等学校（当時は富山市立工業学校）を経て、日本大学旧工学部（現日本大学理工学部）建築学科に進む。
山田は大学生だったときに阿部定事件の犯人だった阿部定と出逢い、『あんたね、男は人生一代だよ!』と激励されたことを生前に語っている。
大学卒業後にワイヤーロープ業界に入り、1960年に浪速商事株式会社を設立する。ホテル事業や不動産(カプセルホテル営業含む)などへ幅を広げたあと浪商グループを築き、その後に亡くなるまで同社代表取締役会長を務めた。1984年にゆうもあ大賞を受賞し、紺綬褒章を受章した。
2019年3月9日、心不全のために死去。92歳没。

## オリンピックおじさん
山田はオリンピックにおいては、様々な種目の会場で金色のシルクハットに羽織はかまといういでたちで日の丸の旗を振っていた。初めて応援に出掛けた夏季オリンピックは1964年の東京オリンピックであり、これ以降は日本がボイコットした1980年のモスクワオリンピックも含めて2016年のリオデジャネイロオリンピックまで14大会連続で夏季オリンピックの応援に出掛けており、「国際オリンピック応援団長」「オリンピックおじさん」の愛称で有名になった。毎回のオリンピック観戦は体力的・経済的にも負担となっており、毎回自らが拠出する宿泊費などの費用は大会あたり1000万円、のべ1億円以上を使っていたという。
高齢であることもあり、82歳の時の北京オリンピックを最後に応援に出掛けることからの引退を表明していたが、後に撤回しロンドンオリンピックにも応援に赴いた。その際は大会中に途中帰国し、第94回全国高等学校野球選手権大会に出場した母校の富山工業高校を阪神甲子園球場で応援した。2020年の東京でのオリンピック開催を受け、94歳での同大会までは応援を続けていくと述べており、死去の報道がある1週間前にもロイターに意気込みを語る映像が公開されていたが、その希望は叶わなかった。
山田の死去を受け、レスリング日本代表選手として応援を受けた一人である吉田沙保里は勇気をもらっていました、同じく卓球日本代表であった福原愛は異国の地でも何故だかほっとしたと感謝のコメントを表明した。またIOCのトーマス・バッハ会長も真のスーパーファンだった彼がいないことをみんな寂しく思うだろうと哀悼の意を示した。
また大相撲でも、1990年代半ば頃から同様に日の丸及び五輪マーク入りジャージと大きなシルクハットを着用し、金色の日の丸扇子を広げ向正面枡席の最前列中央、並び溜り席に座り応援を行い、人気力士の名前が印刷された紙を周りに配ってもいた。これらのことに対してフリーアナウンサーの坂信一郎は、当時の日本相撲協会の放駒理事長（元大関・魁傑）から山田に対し帽子をやめるように直々に注意されたことなどを語り、ぜひあの応援の仕方はやめてほしいはっきり言って目障り維持員ではないのに勝手に席に入っているなどと批判した。

## 著作

### 著書
- 『ぶっつけ本番に勝て！−オリンピック応援団長が教える必勝法』KKロングセラーズ、1992年6月、ISBN 978-4845403585
- 『愛と笑顔が人類を救う−国際オリンピック応援団長が語る幸福へのパスポート』KKロングセラーズ、2003年2月、ISBN 978-4845412310

### 雑誌連載
- 「人生は山彦なり」（週刊朝日、2012年 - 連載）

## テレビ 他メディア出演
- 2008年11月7日放送 - 『ムハハnoたかじん』、関西テレビ ほか
- 2016年6月16日放送 - 『じゅん散歩』テレビ朝日系列
- 他、多数の出演歴あり。